# Sakib Forić
Sakib Forić, bosansko-hercegovski general, * 2. maj 1967.
Trenutno je namestnik Poveljnika Operativnega poveljstva Oboroženih sil Bosne in Hercegovine za operacije.